# X Japan

X Japan er et teatralsk hård rock/heavy metal-band fra Japan. De bliver ofte set som efterfølgere af bandet Kiss og Loudness. X Japan regnes af mange som grundlæggeren af stilen Visual kei
X Japan ses som et af Asiens første virkelig store rockband. Bandet blev startet i 1982 af trommeslager og pianist Yoshiki Hayashi, mest kendt som Yoshiki eller Yoshi, og vokalist Toshimitsu Deyama (Toshi). Bandet, som egentlig hed X, fik sit gennembrud med cd nummer to, Blue Blood i 1989. 
X Japan startede som et power/speed metal band og udviklede sig efterhånden til et rock/heavy metal band, men de kom aldrig helt af med balladerne. 
Tre cd'er senere, i 1997, blev bandet opløst og bare et år derefter, 2. maj 1998, blev den ene guitarist, Matsumoto Hideto, fundet hængende i et håndklæde i sin lejlighed. Man mener, at dette er et selvmord, men ingen er helt sikre. 

## Biografi
X Japans første single hed I'l kill you og kom ud i 1985. Det var Dada Records som udgav singlen. Samme år grundlage Yoshiki Extacy Records for at forsikre sig at bandet havde et pladeselskab. Extacy Records er nu et af Asiens mest berømte pladeselskaber, og udgiver plader for artister som Glay, Zilch og Luna Sea.
Debutalbummet til X hed Vanishing Vision og udkom i 1988. Da dette album udkom lige efter deres anden single, Orgasm, bestod bandet af Hayashi Yoshiki "Yoshi" (trommer), Matsumoto Hideto "hide" (staves, med lille h) (guitar), Tomoaki Ishizuka "Pata" (guitar) Taiji Sawada "Taiji" (bas) og Toshimitsu Deyama "Toshi" (vokal).
Efter at have skrevet kontrakt med Sony Records kom bandets andet album i 1989, Blue Blood. Dette album indeholder berømte singler som Kurenai og balladen Endless Rain, samt en DVD af flere liveoptrædener. 
I 1992 stoppede Taiji som bassist i X Japan og der blev holdt en gigantisk "farvel"-koncert i Tokyo Dome, som, sammen med Kyoto Sports Valley, er stedet hvor X Japan har haft sine største koncerter. 
Efter at Taiji takkede af, sluttede Heath sig til bandet og han var bassist helt til opløsningen af bandet i 1997.

### Opløsningen
I 1997 ville vokalist Toshi ikke mere, og de blev alle enige om at fortsætte i solokarrierer. Der er ingen tvivl om, at Hide havde den største karriere efter X. Året 1997 blev brugt som et afslutningsår, hvor de i slutningen af året afholdt en enorm koncert i Tokyo Dome. Denne koncert har fået navnet The Last Live og er også udgivet som cd.
Alle medlemmerne, bortset fra Hide, lever i dag, og bandet blev genforenet i 2007.

## Medlemmer
- Toshi – vokal
- Hide – guitar
- Heath – bas
- Pata – guitar
- Yoshiki – trommer, piano
- Taiji – bas

## Diskografi

### Studiealbum
- 1988 – Vanishing Vision
- 1989 – Blue Blood
- 1991 – Jealousy
- 1991 – Symphonic Blue Blood
- 1992 – Symphonic Silent Jealousy
- 1996 – Dahlia
- 2001 – Rose & Blood (Indies of X)

### EP'er
- 1985 – I'll Kill You
- 1986 – Orgasm
- 1988 – Stab Me In The Back'
- 1993 – Art of Life
- 1998 – Art of Life Live

### Live fuldlængde album
- 1995 – On The Verge Of Destruction
- 1997 – Live Live Live (Tokyo Dome 1993-1996)
- 1997 – Live Live Live Extra
- 1998 – Live In Hokkaido 1995.12.4 Bootleg (offisiell bootleg)
- 2001 – The Last Live

### Film
- 1987 Xclamation (VHS)
- 1988 Xclamation 88 (VHS)
- 1992 On The Verge Of Destruction (VHS)
- 2001 Dahlia Tour Final 1996 (DVD)
- 2001 Blue Blood Tour: Bakuhatsu Sunzen Gig (DVD)
- 2002 The Last Live Video (DVD)
- 2003 Art of Life – Tokyo Dome (DVD)